# Star Wars: The Empire Strikes Back (игра)
Star Wars: The Empire Strikes Back — компьютерная игра в жанре сайд-скроллера по мотивам фильма «Империя наносит ответный удар». Исходную версию для Atari 2600 выпустила компания Parker Brothers в 1982 году, затем в 1983 году игру портировали на Intellivision. В игре нужно уничтожать AT-AT, идущие в наступление на базу повстанцев на заснеженной планете Хот.

## Игровой процесс
Игрок управляет сноуспидером Люка Скайуокера, пытаясь уничтожить имперские шагоходы AT-AT, атакующие базу повстанцев на заснеженной планете Хот. Полностью остановить вторжение невозможно, нужно лишь продержаться как можно дольше. Настройки сложности определяют несколько параметров врага: скорость движения, возможность столкновения с игроком, наличие «умной бомбы», вылетающей из шагохода и преследующей игрока.
Расстреливать лучше всего основной корпус шагоходов, выстрелы по ногам неэффективны. Накопление повреждений отображается изменением цвета шагоходов от чёрного (повреждений нет) до жёлтого (критические повреждения). Также шагоходы уничтожаются при попадании в мигающую точку, возникающую на экране случайным образом. В версии для Atari 2600 шагоходы требуют больше попаданий, чем в версии для Intellivision: 48 против 30.
Шагоходы могут стрелять в ответ, повреждения сноуспидера игрока также отображаются разными цветами. Повреждённый аппарат можно починить, если приземлиться. Иногда игрок начинает чувствовать Силу, при этом его сноуспидер становится неуязвимым.
Игра заканчивается, если игрок потерял пять жизней или шагоходы добрались до базы повстанцев и уничтожили генератор. С течением времени уровень сложности игры повышается, шагоходы начинают двигаться быстрее.

## Оценки
Star Wars: The Empire Strikes Back получила смешанные отзывы. Вскоре после выхода обзор игры опубликовал журнал Video, рецензенты которого отметили графику и аудиовизуальные эффекты. В целом игра получила положительную оценку и рекомендацию покупки всем владельцам Atari 2600. В том же месяце конкурирующий журнал Video Review опубликовал мнение об игре писателя-фантаста Харлана Эллисона. Он разнёс игру в пух и прах, назвав её «бесстыдной игрушкой, эксплуатирующей популярную тему», «новейшей иконой индустрии имбецилов» и «пустой потерей времени» с «потенциалом превратиться в самый заразный электронный ботулизм». Харлан также охарактеризовал её как исключительно бездумную и скучную, однако критика писателя основывалась на его неприятии игровой концовки: оба варианта окончания являлись поражением. Поскольку в игре нельзя выиграть, Харлан назвал её аналогом мифа о Сизифе, предлагающим молодым умам ужасный жизненный урок: вы только впустую тратите время, сражаясь и сражаясь.